# August Spångberg
August Konrad Ferdinand Spångberg, född 29 mars 1893 i Skärhyttan, Nora bergsförsamling, Örebro län, död 19 juni 1987 i Eda kommun, Värmlands län, var en svensk kommunistisk och socialdemokratisk politiker. 
Spångberg reste med Ture Nerman till Spanien under inbördeskriget. Spångberg deltog också i den norska motståndsrörelsen under ockupationen under andra världskriget.
Spångberg satt i riksdagen för Sveriges kommunistiska parti 1922–1933, Socialistiska partiet 1934–1937 och socialdemokraterna 1938–1964. Han var engagerad för ett republikanskt statsskick. Han var även landstingsman från 1935.
Hans yrke var järnvägstjänsteman.
I Charlottenberg i Eda kommun finns en park uppkallad efter Spångberg, August Spångbergs Park.

## Priser och utmärkelser
- 1967 - Eldh-Ekblads fredspris